# Chirosia filicis
Chirosia filicis är en tvåvingeart som först beskrevs av Huckett 1949.  Chirosia filicis ingår i släktet Chirosia och familjen blomsterflugor. Inga underarter finns listade i Catalogue of Life.